# Solanum mammosum
Solanum mammosum, la chichigua, ubre de vaca, manzana de Sodoma,  pichichio (en Costa Rica), o  (enlace roto disponible en Internet Archive; véase el historial, la primera versión y la última). (en Guatemala) es una planta anual perenne de la familia Solanaceae y un pariente cercano del tomate.
Su fruto venenoso es nativo de Suramérica pero se ha extendido a las Antillas y el Caribe. 

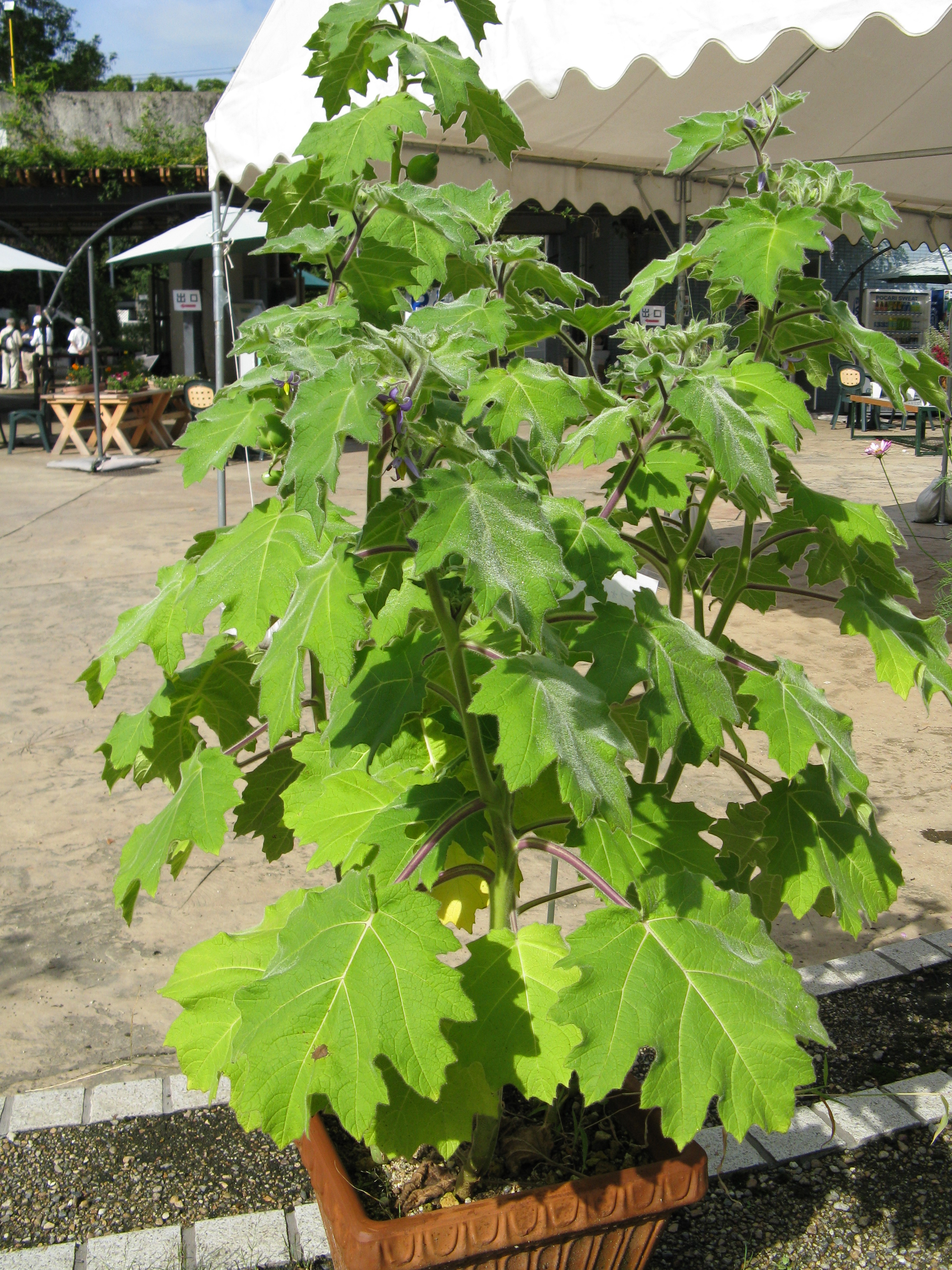
Vista de la planta

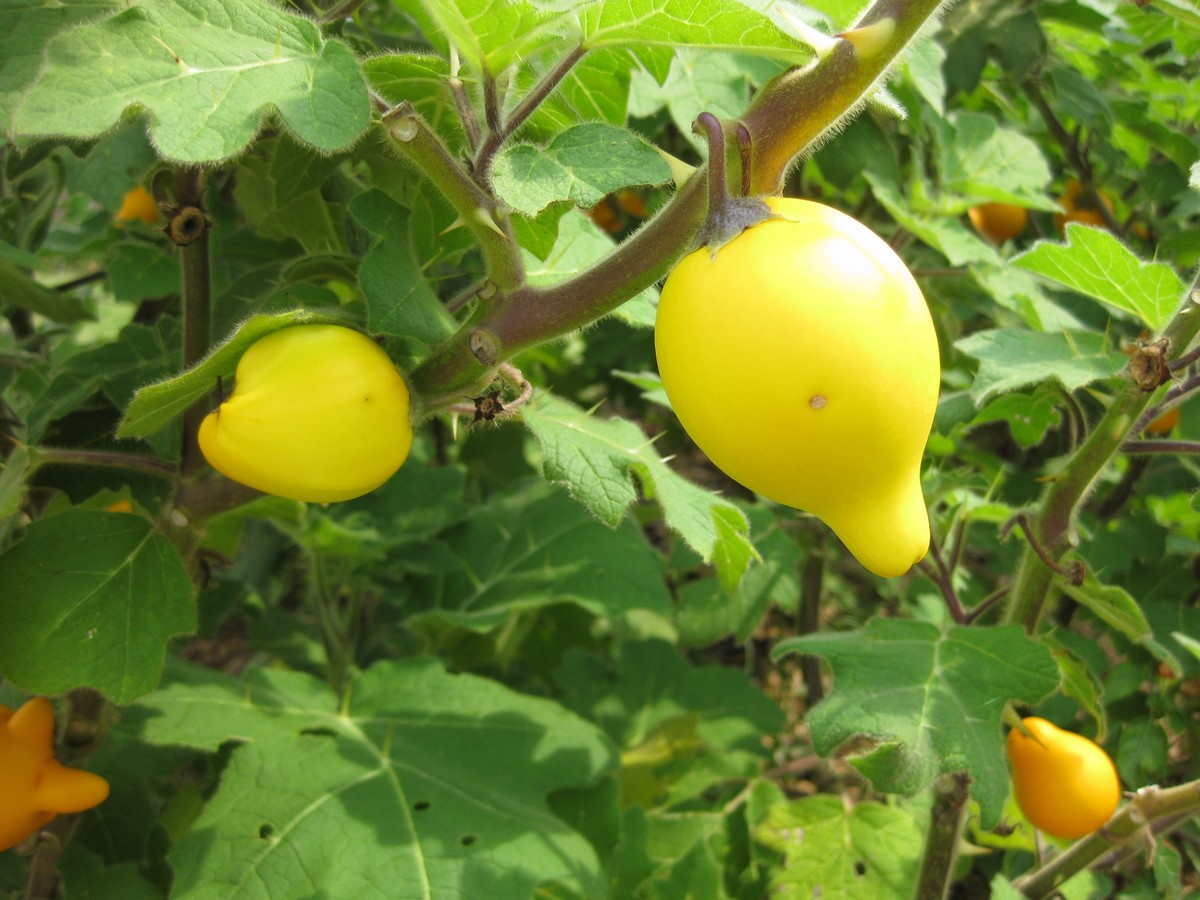
Fruto

## Descripción
Son arbustos o hierbas que alcanzan un tamaño de hasta 1.5 m de alto, generalmente vellosos y armados; tallos pilosos con tricomas simples largos. Hojas en pares desiguales, ovadas a suborbiculares, mayormente 3–5-lobadas y angular-sinuadas, ápice agudo, base cordada o truncada. Inflorescencias en racimos comprimidos con varias flores, volviéndose laterales, sésiles o con pedúnculo hasta 0.7 cm de largo; corola 30–40 mm de diámetro, purpúrea, lobada hasta la 1/2 de su longitud; anteras 10–12 mm de largo. Baya ovoide o globosa (piriforme), en la base frecuentemente con una o más protuberancias redondeadas de 2 cm de largo y una contracción en forma de tetilla en el ápice, 4–7 cm de diámetro, glabra, amarilla; semillas lenticulares comprimidas, 5–7 mm de diámetro.

## Distribución y hábitos
Es una especie poco común que se encuentra cerca de viviendas y en sitios muy alterados, zonas norcentral y atlántica; 0–900 m; fl jul–nov, fr sep–abr; quizás nativa del norte de Sudamérica y de las Antillas, con frecuencia cultivada como ornamental.

## Usos
La fruta tiene diversos usos, tanto ornamentales como medicinales. Es refutado su uso medicinal en el tratamiento del pie de atleta y  la sinusitis y ayuda en la congestión nasal, resfriados. También es usada como relajante y para tratar la irritabilidad. También se utiliza como detergente. En Taiwán se utiliza como ofrenda religiosa.

## Taxonomía
Solanum mammosum fue descrita por Carlos Linneo y publicado en Species Plantarum 1: 187. 1753.
Etimología
Solanum: nombre genérico que deriva del vocablo Latíno equivalente al Griego στρνχνος (strychnos) para designar el Solanum nigrum (la "Hierba mora") —y probablemente otras especies del género, incluida la berenjena— , ya empleado por Plinio el Viejo en su Historia naturalis (21, 177 y 27, 132) y, antes, por Aulus Cornelius Celsus en De Re Medica (II, 33). Podría ser relacionado con el Latín sol. -is, "el sol", debido a que la planta sería propia de sitios algo soleados.
Sinonimia
- Solanum globiferum Dunal	[5]

## Nombres comunes
- guirito de Cuba, veneno del Perú.[6]